# قائمة حلقات هجوم العمالقة
هجوم العمالقة (進撃の巨人 ٍShingeki no Kyojin) هو مسلسل أنمي مقتبس من المانغا التي ألفها هاجيمي إيساياما التي تُسلسَل في مجلة بيساتسو شونن. القصة موضوعة في عالم حيث يعيش البشر داخل مدن محاطة بأسوار ضخمة بسبب ظهور العمالقة، وهم مخلوقات ضخمة تشبه البشر وتقوم بالتهامهم بلا سبب على ما يبدو. تدور القصة حول إيرين ييغر، وأخته المتبناة ميكاسا آكرمان، وصديقهما أرمين أرليرت، الذين تغيرت حياتهم إلى الأبد بعد ظهور عملاق ضخم وجلبه للدمار لموطنهم وموت أم إيرين. مقسماً على الانتقام واستعادة العالم من العمالقة، إيرين، ميكاسا وأرمين انضموا إلى كتائب الاستطلاع، مجموعة منتخبة من الجنود يقاتلون العمالقة خارج الأسوار.
يقوم بإنتاج الأنمي فرع آي جي بورت، ويت استوديو وبإخراج تتسورو أراكي، تأليف ياسكو كوباياشي، تلحين هيرويوكي ساوانو، تصميم الشخصيات من قبل كيوجي أسانو، الإخراج الفني من قبل شونيتشيرو يوشيهارا، والإخراج الصوتي من قبل جين أكيتاغاوا. عُرض الأنمي الموسم الأول من 6 أبريل 2013 إلى 28 سبتمبر 2013 على إم بي إس وبُث لاحقاً على طوكيو إم إكس، إف بي إس، تي أو إس، إتش تي بي، تي في أ وبي إس-11. كل من فنيميشن وكرانشي رول تبثان المسلسل على موقعيهما على الترتيب. فنيميشن قامت أيضاً بترخيص الأنمي لإصدار الفيديو المنزلي في 2014.
من الحلقة 1 إلى 13، أغنية البداية هي "غُرين نو يوميّا" (紅蓮の弓矢 Guren no Yumiya، حرفياً "القوس والسهم القرمزيان"، مزينة بالألمانية "Feuerroter Pfeil und Bogen") بأداء لنكد هورايزون وأغنية النهاية هي "أُستكُشيكي زانكوكو نا سيكاي" (美しき残酷な世界 Utsukushiki Zonkoku na Sekai، حرفياً "عالم جميل قاسي") من أداء يوكو هيكاسا. من الحلقة 14 إلى 25، أغنية البداية هي "جيُّو نو تسوباسا" (自由の翼 Jiyū no Tsubasa،  حرفياً "أجنحة الحرية"، مزينة بالألمانية "Die Flügel der Freiheit")، من أداء لينكد هورايزون وأغنية النهاية هي «الهروب الكبير» من أداء سينما ستاف. الشارتان الافتتاحيتان جمعتا في منفردة لينكد هورايزون «جيو إي نو شينغكي» وبيع منها ما يفوق 100 ألف نسخة في أسبوع مبيعاتها الأول.
الموسم الثاني بـ 12 حلقة، عرض لأول مرة في 1 أبريل 2017 على إم بي إس وشبكات تليفزيونية أخرى. فنميشن وكرانشي رول يعرضان الموسم الثاني على موقعما بالترتيب، أغنية البداية "شينزو وُو ساساغِيُّو" (心臓を捧げよ Shinzō o Sasageyo,! ، حرفياً "كرس قلبك! ") من لنكد هورايزون. أما أغنية النهاية (Yūgure no Tori) (夕暮れの鳥) من شينساي كماتيشان. لينتهي عرض الموسم في 17 يونيو 2017.
الموسم الثالث يضُم 22 حلقة، بدأ عرضهُ على إن إتش كي جي في 22 يوليو 2018. أغنية البداية للموسم الثالث تُدعى «البجعة الحمراء» من تأديّة يوشيكي featuring هيدي أمّا بالنسبة لأغنية النهاية "Akatsuki no Requiem" (暁の鎮魂歌 Akatsuki no Chinkonka، حرفيًا. "مرثية بزوغ الفجر") من تأليف لنكد هورايزون.

## ملخص المواسم
| الموسم | الحلقات | الحلقات | الأصلي        | الأصلي         |
| الموسم | الحلقات | الحلقات | الأول         | الأخير         |
| ------ | ------- | ------- | ------------- | -------------- |
| 1      | 25      | 25      | 7 أبريل 2013  | 29 سبتمبر 2013 |
| 2      | 12      | 12      | 1 أبريل 2017  | 17 يونيو 2017  |
| 3      | 22      | 12      | 23 يوليو 2018 | 15 أكتوبر 2018 |
| 3      | 22      | 10      | 29 أبريل 2019 | 1 يوليو 2019   |
| 4      | 30      | 16      | 7 ديسمبر 2020 | 29 مارس 2021   |
| 4      | 30      | 12      | 10 يناير 2022 | 4 أبريل 2022   |
| 4      | 30      | 2       | 3 مارس 2023   | 4 نوفمبر 2023  |

## قائمة الحلقات

### الموسم الأول (2013)
| رقم الحلقة | عنوان الحلقة | تاريخ العرض الأصلي |
| --- | --- | ------------------ |
| 1 | «إليك، بعد 2000 سنة: سقوط شيغانشينا، الجزء 1» "Ni-sen Nen-go no Kimi e -Shiganshina Kanraku (1)-" (二千年後の君へ ―シガンシナ陥落①―)                | 6 أبريل 2013       |
| لقرن من الزمان، عاش البشر في مستوطنات محاطة بأسوار ضخمة، التي تمنع العمالقة، مخلوقات شبيهة بالبشر يقومون بالتهامهم، من الدخول. الفتى إرين ييغر يتمنى رؤية العالم الخارجي بالانضمام إلى فيلق الاستطلاع، حيث يشبّه العيش داخل المدن بالماشية. رغم ذلك، أخته المتبناة ميكاسا أكرمان ووالدته كارلا ييغر يعارضانه في الانضمام إلى الفيلق. حتى بعد رؤية عودة الفيلق إلى ديارهم بخسائر كبيرة، يعبر إرين عن رغبته في الانضمام مما أدهش والده د. غريشا ييغر. بعد إنقاذ إرين وميكاسا لصديقهما ارمين أرليرت من متنمرين بسبب رأيه بأن الأسوار لن تحميهم للأبد. ظهر فجأة عملاق ضخم أطول من الأسوار وركل البوابة نحو حي شيغانشينا، مما سمح لعمالقة أصغر حجماً بالدخول. مع تحول المدينة إلى حالة من الذعر الشامل، اتجه إرين وميكاسا إلى منزلهما في محاولة يائسة لإنقاذ والدتهما التي احتجزت تحت منزلهم المنهار بسبب حطام السور. بالرغم من توسل كارلا لهما بأن يتركاها وينقذا نفسيهما، إلا أنهما يرفضان حتى وصول أحد حراس المدينة هانيس وأخذهما بعيداً ضد رغبة إرين. بينما هانيس يحملهما بعيداً، إرين يراقب مرعوباً بينما يقوم عملاق بقتل والدته والتهامها. | |                    |
| 2 | «ذاك اليوم: سقوط شيغانشينا، الجزء 2» "Sono Hi -Shiganshina Kanraku (2)-" (その日 ―シガンシナ陥落②―)                                                 | 13 أبريل 2013      |
| هانيس يعتذر من إرين لعدم إنقاذه لوالدته ويعترف بخوفه من العملاق وأن إيرين وميكاسا لا يزالان طفلين ضعيفين. بدأ سكان شيغانشينا بالهرب نحو سور ماريا الداخلي بينما الجنود يحاولون صد العمالقة. خوفاً من تقدم العمالقة أكثر من ذلك، أمر الجنود بإغلاق البوابة رغم ٍإلحاح هانيس بأنه لا يزال هناك لاجئون بالخارج. لكن عملاقاً مدرعاً قام بالاصطدام بالبوابة، سامحاً للعمالقة بدخول أراضي سور ماريا. نتيجة للاختراق، أمرت الحكومة كل الناجين من سور ماريا بالالتجاء إلى سور روزيه. في وقت لاحق، رأى إرين حلماً غريباً حيث فيه يجبره والده الحزين على أخذ حقنة مع مفتاحه قبل أن توقظه ميكاسا. كبر إرين مستاء من سكان سور روزيه حيث لا يريد الآخرون مشاركة طعامهم مع اللاجئين. في السنة التالية، مع بدء ظهور النقص في الطعام، أمرت الحكومة اللاجئين بالعمل في المزارع أو القتال لاستعادة سور ماريا، مما سبب مئات آلاف الموتى بمن فيهم جد ارمين. يقسم إرين على الانتقام مما فعله العمالقة ويعزم على قتلهم بالانضمام إلى الجيش إلى جانب ميكاسا وأرمين. بعد سنة، بدأ إرين، وميكاسا، وارمين، مع العديد من المجندين الشبان تدريباتهم. | |                    |
| 3 | «ضوء خافت في ظلمة اليأس: عودة البشرية، الجزء 1» "Zetsubō no Naka de Nibuku Hikaru -Jinrui no Saiki (1)-" (絶望の中で鈍く光る ―人類の再起①―)         | 20 أبريل 2013      |
| مراقب التدريبات كيث شاديس بدأ بالتحقيق مع المجندين الجدد بالإهانات الشفوية وإخافة الضعفاء. عندما لاحظ ساشا براوس تأكل البطاطا، قام كيث بمعاقبتها بالجري حول المخيم. ساشا المنهكة حُملت لاحقاً إلى سريرها من قبل يمير وكريستا لينز. منافسة إيرين وجان كريشتاين بدأت، حيث يريد الأخير الانضمام إلى الشرطة العسكرية لأن عملهم الوحيد هو الحفاظ على النظام في أسوار المدن الداخلية، الأمر الذي يجده إيرين جبناً. بدأ المجندون التدريب على ترس المناورات الثلاثية الأبعاد بالحفاظ على توازنهم وهم معلقون في الهواء، لكن إيرين يواجه مشاكل في موازنة ترسه، لذا ذهب لسؤال راينر براون وبيرتولت هوفر لطلب المساعدة. مع إعطائهم بعض النصائح، كلاهما قالا بأنهما أتيا من بلدة لم تُحذَر من هجوم العمالقة. رغم نجاته، إلا أن راينر يريد العودة إلى موطنه. برتولت، بالمقابل، كان مصدوماً من العمالقة ويريد الانضمام إلى الشرطة العسكرية لتجنبهم. في اليوم التالي، جرب إيرين ترس المناورات من جديد ونجح لبضع ثوانٍ قبل أن ينقلب مرة أخرى. الأمر الذي فاجأ الجميع، عندما اكتشف كيث أن ترس إيرين كان مكسوراً وبعد ارتدائه لترس سليم خاص بمجند آخر، أثبت إيرين بأن لديه الأهلية لاستعماله. حقيقة أن إيرين استطاع الحفاظ على توازنه حتى لثوانٍ معدودة بترس رديء أدهش كيث والمجندين الآخرين. مع فخره بنجاح المجندين، يكمل كيث تدريبهم مع ترس المناورات. | |                    |
| 4 | «مراسيم ليلة التخرج: عودة البشرية، الجزء 1» "Kaisan Shiki no Yoru -Jinrui no Saiki (2)-" (解散式の夜 ―人類の再起②―)                                 | 27 أبريل 2013      |
| بعد خمس سنوات من سقوط سور ماريا، يقترب وقت تخرج المجندين الجدد. أثناء تدربه على القتال الجسدي مع راينر وأني ليونهارت، يكتشف إيرين أن العديد من زملائه يحاولون صقل مهاراتهم للحصول على مكان في الشرطة العسكرية وتجنب مواجهة العمالقة، بينما جان يواجهه بالقول بأن مواجهة العمالقة بلا فائدة، حيث أن البشر لم ينتصروا في أية معركة ضدهم. رغم ذلك، بقي إيرين مصمماً على الانضمام إلى فيلق الاستطلاع. في يوم التخرج، كريستا، ساشا، كوني سبرينغر، ماركو بوت، جان، إيرين، أني، بيرتولت، راينر، وميكاسا حصلوا على العشر المراكز الأولى في صفهم. بالرغم من أن العشرة الأوائل بإمكانهم الانضمام إلى الشرطة العسكرية، ينضم إيرين إلى فيلق الاستطلاع كما أراد منذ البداية، مع ميكاسا وأرمين ليقوما بمراقبته. لاحقاً، ساشا، كوني وبعض المجندين اتبعوا مثلهم وانضموا إلى فيلق الاستطلاع أيضاً، بعد إلهامهم بكلام إيرين لتحرير البشر من العمالقة. تم تعيين المجندين في حي تروست، أحد الأحياء قرب سور روزيه، وفوجئوا بسبب ظهور العملاق الضخم أمامهم وتحطيمه للبوابة، تاركاً الحي بدون حماية. مع استعادة إيرين لرباطة جأشه، قام بتولي القيادة وأمر بهجوم مضاد، متسلقاً أعلى السور لينتقم من العملاق. | |                    |
| 5 | «المعركة الأولى: معركة حي تروست، الجزء 1» "Uijin -Torosuto-ku Kōbōsen (1)-" (初陣 ―トロスト区攻防戦①―)                                              | 4 مايو 2013        |
| مع مهاجمة إيرين للعملاق الضخم، يقوم العملاق بتدمير مدفعية السور، كاشفاً عن ذكائه. حيث يستعد إيرين لمهاجمة نقطة ضعف العملاق، اختفى العملاق وسط البخار. اندفع الجيش لإخلاء حي تروست ونصب الدفاعات قبل دخول العمالقة للحي. إيرين حاول تهدئة أرمين وجان اللذين يشعران بانهيار بسبب العمالقة المقتربين. تم تعيين ميكاسا وإيرين في موقعين مختلفين مع تعيين فرقة ميكاسا للمساعدة على الإخلاء بينما فرقة إيرين وأرمين لتوفير الدعم للخطوط الأمامية. رغم إلحاح ميكاسا على رغبتها في البقاء مع إيرين وحمايته، يقنعها إيرين بأن تقوم بعملها بعد وعده إياها بأنه لن يموت. مع دخول العمالقة إلى الحي، يتذكر إيرين دروسه حتى يقتل عملاقاً، يجب أن يقوم بضرب مؤخرة عنقه. في فرقة إيرين الهجومية الـ34، واحداً بعد واحد يموت رفاقه ويُلتهمون من قبل العمالقة مع خسارة إيرين نفسه لساقه اليسرى. أرمين، المشلول بسبب الخوف بعد رؤية مصير رفاقه، يؤخذ من قبل عملاق ويوشك على أن يُبتلع، لكن إيرين يقوم بإخراجه. حاول أرمين مساعدة إيرين، لكن العملاق يغلق فكيه، مبتلعاً إيرين وقاطعاً ذراعه اليسرى، مما سبب هلع أرمين. | |                    |
| 6 | «العالم الذي رأته: معركة حي تروست، الجزء 2» "Shōjo ga Mita Sekai -Torosuto-ku Kōbōsen (2)-" (少女が見た世界 ―トロスト区攻防戦②―)                    | 11 مايو 2013       |
| يستيقظ أرمين ليرى نفسه محاطاً بمجموعة كوني، يمير، وكريستا. عندما بدأ أرمين بالبكاء عندما سأله كوني عما حدث لفرقته، استنتجت يمير بشكل صحيح أن جميعهم قد ماتوا. بينما أرمين يعود لمؤخرة الجيش، بدأ يلوم نفسه لكونه ضعيف لعدم إنقاذه لإيرين. في الوقت ذاته، يحاول تاجر طماع إدخال حمولته بالقوة خلال بوابة مخرج الحي ويرفض السماح للاجئين بالمرور أولاً. مع نفاذ صبر الحشد، يبدأ عملاق وحيد بالاقتراب لكنه قُتل على يدي ميكاسا في اللحظة الأخيرة. عندما أدركت ميكاسا أن التاجر هو سبب تعطيل مرور السكان، قامت بتهديده ليزيح حمولته من أجل اللاجئين. بعد أن شُكرت من قبل أم وابنتها، بدأت ميكاسا تتذكر ماضيها. في سنة 844، السنة السابقة لسقوط سور ماريا، استُهدفت ميكاسا وأمها الآسيوية من قبل تجار العبيد. قام النخاسون بقتل والدها وخطأً قتلوا والدتها. عندما اكتشف الدكتور غريشا وإيرين جثتي والدي ميكاسا في منزلها، أمر غريشا ابنه بالعودة للمنزل. لكن بدل ذلك، اقتفى إيرين آثار النخاسين في كوخ قريب وقتل اثنين منهم محاولاً إنقاذ ميكاسا. لكن النخاس الثالث ظهر وبدأ بخنق إيرين، الذي يخبر ميكاسا بأن تقتل النخاس إن أرادت الحياة، الأمر الذي قامت به بعد أن صممت عليه. في النهاية، عُثر على الاثنين من قبل غريشا والشرطة. بعد بكاء ميكاسا على أنها لا تملك مكاناً لتعود إليه، دعاها إيرين ووالده للعيش معهما وأعطى إيرين ميكاسا وشاحه الأحمر. بالعودة إلى الحاضر، قتلت ميكاسا بعض العمالقة واتجهت لمساعدة الفرق الأخرى للالتجاء.                               | |                    |
| 7 | «نصل صغير: معركة حي تروست، الجزء 3» "Chiisana Yaiba -Torosuto-ku Kōbōsen (3)-" (小さな刃 ―トロスト区攻防戦③―)                                       | 18 مايو 2013       |
| الفرق الباقية، غير قادرة على تسلق السور بسبب قرب نفاد غاز ترس المناورات، فقدت روحها القتالية بينما يتعرض مخزن الإمدادات لاجتياح العمالقة. علمت ميكاسا من أرمين أن أعضاء الفرقة ال34 بمن فيهم إيرين قد ماتوا. هادئة حسب الظاهر، قامت ميكاسا بلم شمل البقية لاستعادة مخزن الإمدادات وبث الحماسة فيهم، وقاموا بالانضمام إليها. انتهى الأمر بميكاسا بأن نفد منها الغاز وسقطت في زقاق، مما قاد جان لتولى القيادة. لكنه يفقد أعصابه بعد رؤيته وهو يراقب بعض رفاقه يؤكلون من قبل العمالقة. بينما أحد العمالقة يقترب من ميكاسا، قبلت في البداية بمصيرها لكنها بدأت غريزياً بالمقاومة بعد تذكرها لكلمات إيرين عن المثابرة. مع استعدادها للقتال بنصل صغير، ظهر عملاق آخر خلفها، وقتل العملاق الذي أمامها بعنف مما سبب ارتباكها. ظهر أرمين وكوني، ودُهش الثلاثة ليس لرؤية العملاق الهائج يقاتل العمالقة الآخرين، بل أيضاً لإظهاره معرفته لنقطة ضعف العمالقة مستعملاً مهارات القتال الجسدي مع تجاهل البشر بالكامل. أعطى أرمين ميكاسا خزانات غازه ونصوله حتى تستطيع الذهاب لدعم الآخرين في مخزن الإمدادات. لكن ميكاسا رفضت أن تتركه خلفها وتأملت في السلوك الغريب للعملاق الهائج. | |                    |
| 8 | «أستطيع سماع نبض قلب: معركة حي تروست، الجزء 4» "Shinzō no Kodō ga Kikoeru -Torosuto-ku Kōbōsen (4)-" (心臓の鼓動が聞こえる ―トロスト区攻防戦④―)     | 25 مايو 2013       |
| مع ازدحام منطقة مخزن الإمدادات بالعمالقة، أتى أرمين بفكرة استخدام العملاق الهائج لهزيمتهم. وافق كوني وميكاسا على خطته وهزما العمالقة المحيطين به، قبل الذهاب إلى المخزن. في الوقت ذاته، وصل جان والآخرون إلى مخزن الإمدادات بالرغم من تعرضهم لخسائر كبيرة في طريقهم، مع وصول أرمين، كوني وميكاسا بعدهم بقليل. نجحت خطة أرمين، لكن بينما العملاق الهائج يهاجم الأعداء بالخارج، تسلل سبعة عمالقة أصغر داخل منطقة مخزن الوقود. مع نفاذ الغاز من التروس، أتى أرمين بخطة جديدة: يلفت الناجون انتباه العمالقة إلى مصعد ويطلقون النار على أعينهم لإعمائهم، بينما يقفز سبعة منهم من السقف للقضاء عليهم. فشل كل من كوني وساشا في قتل هدفيهما لكنهما أُنقذا من قبل ميكاسا وأني. مع تعبئتهم للوقود بنجاح، استعد الجنود للتراجع، لكن بعضهم رأوا العملاق الهائج يقاتل العمالقة الباقين ويسقط، ومما صدمهم أكثر، رؤيتهم لإيرين يخرج من جسد العملاق. وصلت ميكاسا إلى إيرين وبكت بعد تحققها من أنه حي، بينما لاحظ أرمين أنه بطريقة ما تعافت أطرافه المقطوعة. | |                    |
| 9 | «مكان الذراع اليسرى: معركة حي تروست، الجزء 5» "Hidariude no Yukue -Torosuto-ku Kōbōsen (5)-" (左腕の行方 ―トロスト区攻防戦⑤―)                       | 1 يونيو 2013       |
| فيلق الاستطلاع بقيادة العريف ليفاي وفرقته نجحوا في استعادة بلدة من العمالقة إلى أن تلقوا نداءاً طارئاً من تروست حيث غزا العمالقة الحي. اتضح أنه عندما ابتُلِع إيرين من قبل العملاق، وجد نفسه في معدة العملاق إلى جانب أجساد ضحاياه، الذين كان بعضهم لا يزالون أحياءً. غضبه تجاه العمالقة سبب اندفاعه خارج معدة العملاق بتحوله هو إلى عملاق واهتياجه ضدهم. عندما استعاد إيرين وعيه، لحيرته، هو، أرمين وميكاسا من قبل الجيش المصوبين بأسلحتهم عليه. اتضح أنه بعد رؤية ميكاسا ومن معها خروج إيرين من جثة العملاق، اتفقوا جميعاً على إبقاء الأمر سراً وإعادته إلى داخل سور روزيه، لكن القائد كيتز فيلمان ورجاله رأوه وحاصروا إيرين مع أرمين وميكاسا اللذين يحميانه. اتهم كيتز إيرين كونه جاسوساً للعمالقة وألح على معرفة ماهيته، لكن إيرين لا يملك أدنى فكرة حيث أنه لا يملك أية ذكريات عن تحوله لعملاق أو كيفية نمو أطرافه من جديد. آملاً حل المشكلة، أجاب إيرين بصراحة بأنه إنسان لكن كيتز الخائف أمر بإطلاق المدفعية عليهم. بينما ثلاثتهم يحاولون الهرب، استعاد إيرين ذكرياته المفقودة عن حقن والده له، وهو يخبره بأن يستعيد سور ماريا ويذهب إلى قبو منزلهما مع المفتاح. من أجل حماية أرمين وميكاسا من الطلقة المدفعية، تحول إيرين جزئياً إلى عملاق. | |                    |
| 10 | «جواب: معركة حي تروست، الجزء 6» "Kotaeru -Torosuto-ku Kōbōsen (6)-" (応える ―トロスト区攻防戦⑥―)                                                    | 8 يونيو 2013       |
| بعد تحوله جزئياً لحماية أرمين وميكاسا، خرج إيرين من العملاق للتحدث معهما بشأن قبو منزله السابق وكيف يعتقد أنه يحوي سر حفظ البشرية والمفتاح لتدمير العمالقة. القائد كيتز لا يزال خائفاً ومن جديد يأمر بتعبئة المدفعية. أتى إيرين بخطتين للهرب: الأولى هي تحوله إلى عملاق والهرب بمفرده، مجَرِّماً نفسه للأبد أمام أعين البشر. الثانية هي جعل أرمين يحاول إقناع كيتز بأن إيرين حليف وليس عدواً. بدأ أرمين يسترجع ذكريات عديدة وأدرك أنه بالرغم من كونه جباناً جسدياً، إلا أنه يستطيع حماية أصدقائه بالرغم من ذلك وقرر النقاش محاولاً إنقاذ إيرين من الإعدام. أقنع أرمين كيتز موقتاً، إلا أن الأخير قد غلب عليه الخوف وقرر إعطاء الأمر بإطلاق المدفع مرة أخرى، لكن الأمر أُلغي عند تدخل القائد بيكسس ورجاله، مبقياً على حياتهم. في المقابل، سأل بيكسس إيرين إن كان سيتحول إلى عملاق لسد الفجوة في سور روزيه لمنع غزو العمالقة أكثر. إيرين وافق، بغض النظر عما إذا كان قادراً على السيطرة على هيأته كعملاق أم لا. | |                    |
| 11 | «صورة: معركة حي تروست، الجزء 7» "Gūzō -Torosuto-ku Kōbōsen (7)-" (偶像 ―トロスト区攻防戦⑦―)                                                         | 15 يونيو 2013      |
| بينما أرمين يساعد أتباع بيكسس على تنسيق خطة، بدأت معنويات القوات تتلاشى حيث أن بعضهم يريد المغادرة واللحاق بعوائلهم. هدأ بيكسس الجميع بتذكيرهم أنه إذا تركوا هذه الفرصة للفوز على العمالقة أخيراً، فإنهم سيعرضون عوائلهم لهلع العمالقة، مما أقنع الجنود على البقاء. مصرحاً بأن إيرين نتاج مشروع سري لتحويل البشر إلى عمالقة، خطط بيكسس لجمع معظم القوات عند زاوية بعيدة من تروست لاستدراج معظم العمالقة بينما إيرين كعملاق يحمل الصخرة الضخمة لسد الفجوة. إلى جانب ميكاسا، إيرين سيكون محمياً أثناء هذه المهمة من قبل ثلاثة من نخبة الحامية: إيان ديتريتش، ريكو برتسينسكا، وميتابي جارناتش. بينما هم متجهون نحو الصخرة الضخمة، ذكرت ريكو إيرين بأن العديد من الأرواح على المحك من أجل هذه المهمة. مع وصوله أخيراً إلى الصخرة، تحول إيرين إلى عملاق، لكنه هاجم ميكاسا فجأة. | |                    |
| 12 | «جرح: معركة حي تروست، الجزء 8» "Kizu -Torosuto-ku Kōbōsen (8)-" (傷 ―トロスト区攻防戦⑧―)                                                            | 22 يونيو 2013      |
| حاولت ميكاسا التحدث مع العملاق-إيرين، لكن دون جدوى. واصل العملاق-إيرين الهجوم وعطل نفسه بالخطأ، منهاراً على الأرض. أرسل النخبة الذين يحمون إيرين إشارة حمراء للإشارة إلى فشل الخطة، مما سبب حيرة القوات المراقبين من فوق السور. بينما أرمين يتجه نحو إيرين للتحقق، تجادل أعضاء فرقة النخبة فيما بينهم ووافقوا على حماية إيرين، معتبرينه دعماً عسكرياً ثميناً. أثناء العملية، انفصل جان عن كوني وأني بعد تعطل ترس المناورات الخاص به، مما أجبره على الاختباء عن عملاقين في مبنى. وصل أرمين إلى العملاق-إيرين الغائب عن وعيه، لكن ميكاسا نادته، محذرة إياه كونه في حالة خطرة. غرز أرمين سيفه في جانب عنق العملاق-إيرين، مما أوقظه لوهلة. بينما أرمين يتحدث عن العالم الخارجي ووعد إيرين بقتل كل العمالقة، أفاق إيرين من حالته التخيلية واستعاد وعيه. | |                    |
| 13 | «الرغبات الأولية: معركة حي تروست، الجزء 9» "Genshoteki Yokkyū -Torosuto-ku Kōbōsen (9)-" (原初的欲求 ―トロスト区攻防戦⑨―)                           | 29 يونيو 2013      |
| استطاع جان الحصول على ترس مناورات آخر من جندي ميت وهرب بفضل أني، كوني وماركو لتشتيتهم انتباه العمالقة. مع استيقاظ العملاق-إيرين بالكامل وحمله للجلمود نحو البوابة كما هو مخطط، أمر إيان بتشتيت انتباه العمالقة بعيداً عن إيرين بكل الأثمان، مع تضحية البعض بحياتهم في المقابل. سد إيرين أخيراً البوابة بالجلمود، وأطلقت ريكو الدامعة إشارة صفراء معلنة نجاح العملية. بينما أرمين يحاول سحب إيرين خارج جسد العملاق، حوصرا من قبل اثنين من العمالقة لكنهما أُنقِذا في الوقت المناسب لوصول ليفاي. مع سد البوابة أخيراً، قضى الجيش على كل العمالقة الباقين في تروست باستثناء اثنين قُبض عليهما من أجل التجارب. بينما الجيش يحصي خسائره وموتاه، وجد جان مصدوماً على جسد ماركو الميت والمقضوم نصفه، هُرعت مجموعة ساشا حين عثورهم على كومة من الجثث تُقُيأت من قبل عملاق، وحزنت أني على أحد رفاقها الموتى. في ذاك الوقت، إيرين محتجز في زنزانة تحت حراسة الشرطة العسكرية حيث زاره ليفاي والقائد إرفين سميث من فيلق الاستطلاع. بعد الاستماع لقصته وأسبابه من أجل قتل العمالقة، سمح ليفاي لإيرين بالانضمام إلى فيلق الاستطلاع تحت قيادته لكنه حذره إن قام بخيانتهم أو هاج مجدداً، فسوف يقتله شخصياً. | |                    |
| 13.5 | «منذ ذاك اليوم» "Ano Hi kara" (あの日から) | 6 يوليو 2013       |
| حلقة ملخصة للأحداث التي مرت في الحلقات الثلاث عشرة الأولى. | |                    |
| 14 | «لا يمكن النظر في عينيه: ليلة ما قبل الهجوم المضاد، الجزء 1» "Mada Me o Mirenai -Hangeki Zen'ya (1)-" (まだ目を見れない ―反撃前夜①―)                | 13 يوليو 2013      |
| عندما انتشرت الأخبار عن عملاق مساند للبشرية، انقسم السكان إلى بشأن ما إذا كان إيرين منقذهم أو منهيهم. أُحضر إيرين إلى محكمة عسكرية ليحكم عليه القائد الأعلى للجيش، داريوس زاكلي، الذي سيقرر ما إذا كان إيرين سينضم إلى الشرطة العسكرية أو فيلق الاستطلاع، وكلا الفيلقين له أسبابه الخاصة للرغبة في الاستحواذ عليه. الشرطة العسكرية تريد قتل إيرين بسبب نظرتهم إليه كتهديد، بينما فيلق الاستطلاع يريد إيرين لاستعماله في استعادة سور ماريا. مع دخول الطرفين في حوارات ساخنة بشأن قوى العملاق في إيرين، اتهم أحد التجار المنحازين للشرطة العسكرية ميكاسا كونها عملاقة أيضاً، مما سبب غضب إيرين. عندما صرخ إيرين بوجه الشرطة العسكرية ومسانديها بسبب جبنهم، حاول أحدهم إطلاق النار عليه، إلا أن ليفاي قام بركله. بالرغم من تعرض للركل والضرب بعنف، لم يتحول إيرين إلى عملاق، حيث أظهر ليفاي للمحكمة بأن بإمكان فيلق الاستطلاع السيطرة على إيرين وطلب أن يُجعَل إيرين عضواً في فرقته. في النهاية، سلم زاكلي إيرين لفيلق الاستطلاع حيث رحب به إرفين وهانجي. | |                    |
| 15 | «فرقة العمليات الخاصة: ليلة ما قبل الهجوم المضاد، الجزء 2» "Tokubetsu Sakusen-han -Hangeki Zen'ya (2)-" (特別作戦班 ―反撃前夜②―)                    | 20 يوليو 2013      |
| ليفاي وفرقته للعمليات الخاصة، المكونة من بيترا رال، أوروو بوزادو، إلد جين، وغونتر شولتس، وجميعهم من النخبة الذين قام باختيارهم، أحضروا إيرين إلى مقر فيلق الاستطلاع القديم حيث سيتعلم إيرين كيفية السيطرة على قوى العملاق تحت مراقبتهم. بعد أمر ليفاي بتنظيف القلعة، أكدت بيترا لإيرين بأنه بالرغم من سلوكه الفظ والقاسي، إلا أن ليفاي يهتم بشأن من هم تحت قيادته. في الوقت ذاته، ناقش إرفين وميكيه زاكاريوس قضية انضمام المجندين الجدد لفيلق الاستطلاع وكيف يجب عليهم إثبات نفع إيرين للقيادة العليا خلال شهر. أثناء مناقشة قواه مع فرقة ليفاي، وصلت هانجي وطلبت من إيرين مساعدتها في تجاربها مع العملاقين اللذين قُبض عليهما، اللذين سمتهما سوني وبين. اتضح أن هانجي مهووسة بالعمالقة وتعاملهم كأنهم بشر بالرغم من المرات العديدة التي تضع فيها نفسها في خطر. أثناء حديثها مع إيرين، وضحت هانجي أن العمالقة يحتاجون ضوء الشمس لينجوا وبالرغم من حجمهم، إلا أن أجسادهم خفيفة بنحو غير متناسب. لكن في اليوم التالي، اكتشف فيلق الاستطلاع أن سوني وبين قد قُتلا. بينما هانجي مفجوعة عليهما، استنتج فيلق الاستطلاع أن الفاعل جندي هرب باستعمال ترس المناورات الثلاثية الأبعاد، مما جعل إيرين يتساءل من هو العدو الحقيقي. | |                    |
| 16 | «ما الذي يجب فعله الآن: ليلة ما قبل الهجوم المضاد، الجزء 3» "Ima, Nani o Subeki ka -Hangeki Zen'ya (3)-" (今、何をすべきか ―反撃前夜③―)             | 27 يوليو 2013      |
| بينما يتم التحقيق مع المجندين بشأن قتل العملاقين سوني وبين، أني، التي ستنضم للشرطة العسكرية لاحقاً، قدمت نصيحة لأرمين وكوني أنه اختيارهما في أي فرع سينضمان. حُيي المجندون لاحقاً من قبل إرفين الذي أخبرهم أن الحملة التالية خلال شهر هي استعادة شيغانشينا والعثور على السر المخبوء في قبو منزل إيرين. بعد إخبار المجندين عن ضحايا الحملات السابقة، أخبر إرفين المجندين بأن بإمكانهم البقاء والانضمام إلى فيلق الاستطلاع أو المغادرة والانضمام إلى الفروع الأخرى. مع مغادرة العديد من المجندين، انضم جان إلى فيلق الاستطلاع تكريماً لماركو مع الآخرين المنضمين إليه بمن فيهم ميكاسا، أرمين، ساشا، كوني، يمير، كريستا، راينر، وبرتولت بالرغم من خوفهم. بينما فيلق الاستطلاع يعدون أنفسهم للحملة، التم شمل إيرين برفاقه وعلم بما حدث للآخرين. سأل جان إيرين ما إذا كان بإمكانه حقاً السيطرة على قوى العملاق بينما هم يخاطرون بحياتهم من أجله. مع استعداد كل شيء، بدأ فيلق الاستطلاع حملته ال57 وراء الأسوار. | |                    |
| 17 | «العملاقة: الحملة الـ57 خارج الأسوار، الجزء 1» "Megata no Kyojin -Dai Gojū-Nana Kai Hekigai Chōsa (1)-" (女型の巨人 ―第57回壁外調査①―)              | 3 أغسطس 2013       |
| أثناء الحملة، وضع فيلق الاستطلاع تشيكلة فيها ينتشر كشافة متعددون حول المجموعة الرئيسية حيث يقومون بالإبلاغ عما إذا كان عملاق موجود بالقرب بواسطة مسدس إشارات دخانية لكي تغير المجموعة الرئيسية مسارها لتجنب العمالقة. بعد نجاح مجموعة أرمين في قتل عملاق شاذ، عملاق بجسد أنثوي، ظهر فجأة من الجناح الأيمن بسرعة كبيرة. مما صدم أرمين أن جسد العملاقة يستطيع تحمل النصول وذكاء كافي لقتل كبرائه بسهولة. أمسكت العملاقة بأرمين لكن بعد رفع قلنسوته ورؤية وجهه، تركته العملاقة حياً وواصلت الركض. حُمل أرمين من قبل راينر وجان اللذين كشفا عن أن الجناح الأيمن قد هُزم من قبل العمالقة، مما جعل أرمين يدرك أن ذلك كان من فعل العملاقة ومن الممكن أن تكون شخصاً متحولاً لعملاق مثل إيرين. بينما قدم الثلاثة مصادرهم المتناقضة بشأن موقع إيرين في التشكيلة، أدركوا أن هدف العملاقة هو إيرين وعليهم إيقافها. بالرغم من محاولاتهم الفاشلة في الهجوم، إلا أنها تركتهم واتجهت إلى موقع إيرين: مركز التشكيلة. | |                    |
| 18 | «غابة الأشجار العملاقة: الحملة الـ57 خارج الأسوار، الجزء 2» "Kyodaiju no Mori -Dai Gojū-Nana Kai Hekigai Chōsa (2)-" (巨大樹の森 ―第57回壁外調査②―) | 10 أغسطس 2013      |
| أرمين، راينر وجان تُركوا بلا سبيل بعد مواجهتهم للعملاقة وبقائهم بحصان واحد فقط، لكن بعد فترة وجيزة، أُنقذوا من قبل كريستا التي وصلت مع حصانين إضافيين. كان الأربعة بانتظار إشارة التراجع، لكن ما فاجأهم اكتشافهم أن العملية ستواصل بالرغم من اتجاههم في طريق مختلف. في الوقت ذاته، وصلت الأخبار للمجموعة المركزية بأن الجناح الأيمن قد أبيد من قبل العملاقة حيث الأخيرة تواصل تدمير التشكيلة. بعد فترة وجيزة، وصلت التشكيلة بأكملها إلى غابة الأشجار العملاقة ودخول الصف المركزي فيها وحده مع دفاع البقية عن الغابة من العمالقة. أدرك إيرين أن شيئاً ما غريب حيث لا تعرف فرقته ما هي أوامر إرفين وما الذي يفعله ليفاي. بينما العملاقة تطارد الفرقة مقتربة بشكل كبير، تنتظر الفرقة بشدة أوامر ليفاي بالهجوم، لكنه بدل ذلك أخبرهم بأن يغلقوا آذانهم بينما هو يطلق من مسدسه. | |                    |
| 19 | «عضة: الحملة الـ57 خارج الأسوار، الجزء 3» "Kamitsuku -Dai Gojū-Nana Kai Hekigai Chōsa (3)-" (噛み付く ―第57回壁外調査③―)                            | 17 أغسطس 2013      |
| أطلق ليفاي قنبلة ضوضائية وأخبر فرقته بأن يواصلوا المسير للأمام. بينما المزيد من حرس المؤخرة يُقتلون على يدي العملاقة، طلب إيرين من فرقته بأن يسمحوا له بالقتال لكنهم يخبرونه بأن يثق بقرار ليفاي. بينما هو يفكر في التحول إلى هيأة العملاق، أخبره ليفاي بأن يختار إما أن يكون وحشاً أو عضواً من فيلق الاستطلاع. بدأ إيرين يتذكر عندما أخبره ليفاي وهانجي وفرقته بأن يحاول التحول إلى عملاق من أجل التجارب لكن لم يستطع. أثناء الاستراحة عندما حاول إيرين التقاط ملعقة الشاي، تحول إيرين فجأة بشكل جزئي، مما سبب صدمة لدى فرقته. كانوا على وشك مهاجمته لكن ليفاي أخبرهم بأن يهدؤوا. استنتجت هانجي بأن إيرين يستطيع التحول إلى عملاق ليس بإيذاء نفسه فقط بل لرغبته في إنجاز ما يريد فعله أيضاً. اعتذر أعضاء الفرقة إلى إيرين وأخبروه بأن عليهم الوثوق ببعضهم البعض. متذكراً ذلك، قرر إيرين أن يثق بخطة فرقته. اتضح لاحقاً أن فرقة ليفاي كانوا طعماً لاستدراج العملاقة نحو كمين حيث أطلق إرفين ورجاله مثات خطافات مثبتة عليها، محتجزين العملاقة. ترك ليفاي فرقته ليلتقي مع إرفين للتعرف على من تكون العملاقة. | |                    |
| 20 | «إروين سميث: الحملة الـ57 خارج الأسوار، الجزء 4» "Eruvin Sumisu -Dai Gojū-Nana Kai Hekigai Chōsa (4)-" (エルヴィン・スミス ―第57回壁外調査④―)       | 24 أغسطس 2013      |
| مع العملاقة مقيدة، حاول إرفين وليفاي اكتشاف هويتها لكن بدون نجاح حيث تستطيع تصليب بشرتها لمنعهما من قطع البشري بالداخل. جان، أرمين وباقي أفراد فرقة ليفاي أن خطة إرفين كانت استعمال إيرين كطعم لاستدراج الدخيل في الجيش الذي انضم إليهم بعد سقوط الأسوار وأعلم بخطته الحقيقية فقط الذين كانوا أفراداً في فيلق الاستطلاع قبل السقوط. في الوقت ذاته، تساءل الآخرون عما يحدث داخل الغابة، وقام ليفاي بالسخرية من العملاقة مما دفعها للصراخ بصوت عالٍ استدرج جميع العمالقة في الجوار نحوها. بالرغم من محاولة فيلق الاستطلاع لمنعهم، إلا أن العمالقة تجاهلوا البشر والتهموا جسم العملاقة بجنون، مما جعل إرفين يأمر بإلغاء الحملة. على كل حال، مع علمه بأنه لم يوجد ما يؤكد أن الدخيل قد التُهم من قبل العمالقة أيضاً، أمر إرفين ليفاي بأن يجتمع بفرقته بينما الدخيل، متنكراً كأحد أعضاء فيلق الاستطلاع، هاجم فرقة ليفاي، قاتلاً غونتر. | |                    |
| 21 | «ضربة ساحقة: الحملة الـ57 خارج الأسوار، الجزء 5» "Tettsui -Dai Gojū-Nana Kai Hekigai Chōsa (5)-" (鉄槌 ―第57回壁外調査⑤―)                           | 31 أغسطس 2013      |
| أخبر إرفين هانجي أنه كان من الخطأ التفكير بأن جميع البشر القادرين على التحول إلى عمالقة مثل إيرين، حيث أن العملاقة تمتلك قدرات فريدة تفوق المبتدئين بكثير، بينما في مكان آخر، تحول الدخيل إلى العملاقة وطارد فرقة ليفاي. افترض أرمين أن الدخيل هو شخص رأى إيرين يتحول خلال غزو تروست. أراد إيرين أن يتحول إلى عملاق، لكن رفاقه أخبروه بأن يثق بمهاراتهم ويواصل التقدم. بيترا، إلد وأوروو استطاعوا إعماء العملاقة وحاولوا قطع ذراعيها وقتلها. لكن العملاقة استطاعت تجديد عينها اليمنى بسرعة وقتل إلد، بيترا وأوروو. مشاهداً رفاقه موتى، تحول إيرين الحزين إلى عملاق مما لفت انتباه ميكاسا وليفاي. معتقداً بأن موت رفاقه وفرقته كان من الممكن تجنبهما لو تحول منذ البداية، قاتل إيرين العملاقة في معركة طويلة. هزمت العملاقة إيرين بقطع رأس العملاق وابتلاع إيرين. حاولت ميكاسا إيقاف العملاقة لكن دون جدوى. انضم ليفاي إليها لاحقاً وأخبرها بأن تبقي مسافتها ثابتة، حيث بدأت العملاقة تتعب. | |                    |
| 22 | «المهزومون: الحملة الـ57 خارج الأسوار، الجزء 6» "Haisha-tachi -Dai Gojū-Nana Kai Hekigai Chōsa (6)-" (敗者達 ―第57回壁外調査⑥―)                     | 7 سبتمبر 2013      |
| أمر ليفاي ميكاسا بأن تشتت انتباه العملاقة من أجل استعادة إيرين. قام ليفاي بهجوم ناجح عالي السرعة أضعف العملاقة، لكن ميكاسا تركت نفسها عرضة للهجوم عندما حاولت القضاء على العملاقة. أُنقذت ميكاسا من قبل ليفاي، الذي انكسرت ساقه في المقابل. انسحب الاثنان مع إيرين، تاركين العملاقة مصابة بجروح بالغة ومنهارة على شجرة. بينما أعضاء الفيلق حزينون، يحصون موتاهم، ويستعيدون الأجساد قبل العودة للأسوار، أمر إرفين بأن يذكر الموتى الذين لم تُستعد أجسادهم في التقرير بأنهم فقدوا في المعركة. لكن أحد أعضاء الفيلق، ديتر، مخالفاً أوامر مباشرة من إرفين، استعاد جسد صديقه الميت إيفان، مما لفت انتباه اثنين من العمالقة نحو الفيلق المنسحب. قتلت ميكاسا أحد العملاقين لإنقاذ ديتر، الذي فقد كلاً من جسد إيفان وصديقاً آخر له لعملاق. من أجل تجنب العمالقة الباقين، أمر ليفاي بتردد بأن يُتخلَص من بعض الجثث لتخفيف حمل العربات، بما فيها جثة بيترا. لاحقاً، استيقظ إيرين من حلم عن ماضيه ليجد نفسه والفيلق عائدين إلى البلدة، خلف الأسوار بسلام. غضب إيرين بعد سماع سكان البلدة يعنفون الفيلق لعدم كفاءته، إلى أن رأى صبياً معجباً بشجاعتهم، مما أجهشه بالبكاء. طوال الطريق، سأل والد بيترا ليفاي المصدوم عن مكان ابنته، وكشف أن بيترا خططت لتكريس حياتها لليفاي. صار سكان البلدة غاضبين ومستائين من إرفين بسبب فشل المهمة والخسائر التي لحقت بالفيلق. نتيجة للحملة الفاشلة، استدعي إرفين وأتباعه إلى العاصمة، حيث سيُقرر تسليم إيرين.                                 | |                    |
| 23 | «ابتسامة: غارة على حي ستوهيس، الجزء 1» "Hohoemi -Sutohesu-ku Kyūshū (1)-" (微笑み ―ストヘス区急襲①―)                                                | 14 سبتمبر 2013     |
| رأت أني حلماً عن تدربها مع والدها قبل أن تستيقظ. في حي ستوهيس، سور سينا، أُمرت الشرطة العسكرية بإيصال وكب فيلق الاستطلاع عند دخولهم العاصمة. أُظهر كسل وفساد الشرطة العسكرية حيث كشفت إحدى زميلات أني، هيتش، أنها انضمت للشرطة لهذا السبب. زميلها الآخر، مارلو، مشمئز، موضحاً بأنه انضم إلى الشرطة حتى يستطيع تحسينها لتصير منظمة أفضل، الأمر الذي احترمته أني حيث أنه ذكرها بإيرين. بعد دخول الوكب حي ستوهيس، نوديت أني بسرية من قبل أرمين في الزقاق. طلب أرمين مساعدتها حيث أنه سيساعد إيرين في الهرب من العاصمة بينما الشخص الذاهب مع الوكب في الواقع هو جان متنكراً. رفضت أني في بادئ الأمر لكن بعد توسل أرمين من جديد، معتقداً أنها شخص جيد، وافقت في النهاية. إلى جانب ميكاسا، أني، وإيرين، قادهم أرمين إلى نفق تحت الأرض، لكن أني رفضت الدخول حيث لاحظت أن أرمين يتصرف بغرابة وبعض أعضاء فيلق الاستطلاع المتخفين يراقبونها. كشف أرمين أخيراً عن شكه في كون أني هي العملاقة حيث أن ترس المناورات الذي امتلكته بعد مقتل سوني وبين هو ترس ماركو وأن العملاقة لم تقتله في الحملة الأخيرة. توسل إيرين وأرمين إلى أني بأن تثبت خطأهما باللحاق بهما، لكن بعد أن علمت بافتضاح هويتها، ضحكت أني بحزن وأرادت التحول. بالرغم من محاولة الفيلق لإيقافها، إلا أنها نجحت في التحول باستعمال مسمار في خاتمها. | |                    |
| 24 | «رحمة: غارة على حي ستوهيس، الجزء 2» "Jihi -Sutohesu-ku Kyūshū (2)-" (慈悲 ―ストヘス区急襲②―)                                                        | 21 سبتمبر 2013     |
| قبل أيام من نقل إيرين إلى العاصمة، كشف أرمين وإرفين له أن لديهما خطة للقبض على الشخص الذي يعتقدان أنه هو العملاقة وصُدم عندما أخبراه بأنه أني. بالعودة إلى الحاضر، استطاع إيرين، أرمين وميكاسا الهرب من انهيار نفق بينما تقوم العملاقة بمحاولة اصطياده. حاول إيرين التحول لكنه لم يستطع حيث تظن ميكاسا أن مشاعره تجاه أني تمنعه من ذلك. مع احتجاز إيرين في نفق منهار، صرف أرمين وميكاسا انتباه العملاقة بعيداً عن إيرين. في نفس الوقت، ألح قائد الشرطة العسكرية نايل دوك على إرفين ليشرح له ما يجري تحت تهديد السلاح. بينما ميكاسا وبقية فيلق الاستطلاع يصرفون انتباه العملاقة ويحاولون القبض عليها، حاول أرمين وجان تحرير إيرين من الأنقاض. أخبر أرمين إيرين أن عليه قتال أني حيث أن أي شخص يرفض التضحية بأي شيء لا يستطيع تغيير أي شيء. بينما إيرين يفكر بما قاله أرمين، تذكر كراهيته للعمالقة الذين قتلوا والدته. تحول إيرين أخيراً إلى العملاق الهائج، وهجم على العملاقة في ثورة غضبه. | |                    |
| 25 | «السور: غارة على حي ستوهيس، الجزء 3» "Kabe -Sutohesu-ku Kyūshū (3)-" (壁 ―ストヘス区急襲③―)                                                         | 28 سبتمبر 2013     |
| تقاتل إيرين وأني كعملاقين في ستوهيس، مسببين الدمار وموت المدنيين بينما هانجي تأمر رجالها بالتأهب قبل القبض على أني. في الوقت ذاته، أخبر إرفين نايل أنه سيتحمل أية مسؤولية عن الأضرار التي سببتها خطته، حيث اعتقل نايل إرفين بينما تساعد الشرطة العسكرية في إخلاء المدنيين. بعد تبادل ضربات عديدة، غلب إيرين الهائج أني بالكامل التي بدأت تحاول الهرب بتسلق سور سينا. لكن ميكاسا قطعت أصابع العملاقة أني، مما أسقطها. بينما أني تسقط، تذكرت طلب والدها منها أن يسامحها، وهو يخبرها أن تكره العالم وطلب منها أن تعده أنها ستعود للمنزل. بينما بدا أن إيرين على وشك التهام أني، توقف عندما رآها تبكي، وبدأ جسمها يتغطى بالبلور. بينما إيرين يتعافى، اعترف لميكاسا، جان وأرمين أن سمح لأني بتغطية نفسها. بينما أرمين وجان يتساءلان عما إذا كانت التضحية بالإنسانية لهزيمة العمالقة يستحق الثمن، حضر إرفين استجواباً حكومياً. وضح إرفين أنه أبقى خطته سرية لتجنب التسربات. وضح أكثر أنه رغم الموتى والخسائر في الخطة وكيف أنهم لم يحصلوا على أية معلومات من أني حيث أنها مغطاة في الوقت الحالي، إلا أنها دليل على أن هنالك بشراً يستطيعون التحول إلى عمالقة يعيشون داخل الأسوار ويخطط للعثور عليهم واستعمالهم لإطلاق هجوم معاكس ضد العمالقة. في النهاية، بُرِّئ إرفين، وبقي إيرين مع فيلق الاستطلاع، وضعت أني تحت رقابة الفيلق وذهب بقية المتدربين الأوائل من فيلق التدريب الـ104 في مهامهم المختلفة. في الخاتمة، سقطت قطعة من سور سينا، مظهرة وجه عملاق داخل السور. | |                    |

### الموسم الثاني (2017)
| رقم الحلقة | عنوان الحلقة                                  | تاريخ العرض الأصلي |
| --- | --------------------------------------------- | ------------------ |
| 26 | «العملاق الوحش» "كيمونو نو كيوجين" (獣の巨人) | 1 أبريل 2017       |
| بعد نقل آني ليونيهارت من طرف فيلق الاستكشاف، يتبين للجميع وجه عملاق داخل السور، فجأة ظهر الكاهن نيك مؤكدا عدم تعرضه لأشعة الشمس، تظهر عدة عمالقة داخل سور روز بالقرب من جناح معسكر فيلق الاستطلاع، فاستعدت فرقة الفيلق الـ 104 التي يقودها ميكي لكونهم مشكوكين أن يكونوا متحولوا العمالقة. بعد ساعات مند انطلاق الفرقة، ميكي قضى على بعض العمالقة وتبقى أخرون، ظهر عملاق ذو صنف 17 أمتار شبيه بالقّرد ويأخد معدات مناورة ميكي وأمر العمالقة المحيطين بأكله. |                                               |                    |
| 27 | «لقد عدت» "تادايما" (ただいま)                | 8 أبريل 2017       |
| تصل ساشا إلى قريتها لتجد قرية مهجورة؛ حيث تجد عملاق داخل منزل يأكل امرأة مع تواجد طفلة صغيرة، فتسللت ساشا مع فأس على العملاق والذي لا يجدي نفعا في قتله، أخذت ساشا الطفلة الصغيرة اتجاها نحو الغابة مع العملاق ورائها، محاولةً بأسهم لكي تصيب عيناه لربح وقت للهرب، فالتقت ساشا مجموعة من الناس راكبين الأحصنة بمن فيهم والدها. يصل كوني إلى قريته ليجدها مهجورة وعملاقًا مستلقيًا على منزله ولا يستطيع التحرك. |                                               |                    |
| 28 | «نحو الجنوب الغربي» "نانسيه إي" (南西へ)      | 15 أبريل 2017      |
| حزن كوني عن أوضاع قريته وأهله واستغراب رؤية العملاق مستلقي على منزله وفجأة قام العملاق بالتحدّث بصوت رديئ، لكن رينر حاول تهدأتْ كوني معلنًا أنّ من المستحيل أن يكون ذلك. تلتقي فرقة فيلق الاستطلاع ويختبؤن في قلعة مهجورة تدعى "أتوغارد"، يدور نقاش حول هانجي وأرمين حول فرضية أن الأسوار ممتلئة بالعمالقة وكيفية صنع آني للكريستال حولها وكذلك يسألان عن بمقدور إرين فعل عملية التصلب لإغلاق البوابات المحطمة في سور ماريا.العمالقة ظهرت بشكل غريب في الليل محاصرة القلعة، اتجاه العملاق الوحش نحو تسلق سور روز، واستعداد إرين وباقي فرقة هانجي من الفيلق الاستكشاف للالتحاق بالقلعة في الجنوب الغربي بعد معرفة سر من طرف القس نيك أن كريستا هي مهمة جدًا وأنها تعلم أسرار الأسوار. |                                               |                    |
| 29 | «جندي» "هيشي" (兵士)                          | 22 أبريل 2017      |
| ظهور مزيد من العمالقة وتزايدهم تحت صرخة العملاق الوحش الذي فوق السور. تم اختراق باب القلعة واتجه رينر ورفاقه لصدهم في الأسفل؛ فعندما فتح الباب رأى العملاق أمام وتذكر مشهد طفولته عندما أنقذه رفيقه من عملاق وتم التهامه، لكن رينر رفض تكرار الأمر مجددا فقضى عليه مع بيرتولدت، عملاق آخر ظهر وهاجم على كوني لكن تدخل رينر فساعده. العملاق الوحش يرمي بالصخور وتم قتل الأحصنة وقتل عضوين من فرقة الفيلق الاستكشاف. الغاز نفذ من الأعضاء الفرقة الذي يمتلكون المناورات وبالتالي ماتوا. بقي رينر، كوني، يمير، كريستا وبيرتولدت فوق القلعة التي على وشك السقوط. تتصرف يمير بغرابة وتخبر كريستا أن تعيش حياةً حرة وأن تسترد اسمها الحقيقي. |                                               |                    |
| 30 | «هيستوريا» (ヒストリア)                       | 30 أبريل 2017      |
| كريستا ويمير يتذكرون عندما كانوا في التدريب مع أن الطقس متجمد يحاولون انقاذ داز ويمير عرفت سر كريستا عبر التسلّل إلى الكنيسة، وبالتالي يمير أنقذت ذاز بشكل غير متوقع وتخبر ييير لكريستا أن تعيش باسمها الحقيقي. تتحول يمير إلى عملاق ذو صنف 3 أمتار لتنقذ رفاقها من الفرقة 104، تقتل يمير بعض العمالقة وكانت على وشك الخسارة فتم تشجيعها من كريستا. انتهت بسقوط القلعة فوق العمالقة لكن سرعان ما خرجوا تحت الحطام وتسرع يمير لكن انقضوا عليها ويقطعوها إلى أشلاء. كريستا كادت على وشك الموت من طرف عملاق لكن أُنقذت بواسطة ميكاسا، فيصل إرين وباقي أعضاء فيلق الاستطلاع لإنقاذهم. وبعد القضاء على جميع العمالقة أخبرت كريستا ليمير أن إسمها الحقيقي هو هيستوريا. |                                               |                    |
| 31 | «محارب» "سينشي" (戦士)                        | 6 مايو 2017        |
| فيلق الاستكشاف بعيدا عن القلعة نحو فوق السور بغية اتجاه إلى مقاطعة تروست، فيكشف راينر وبيرتولدت عن أنهما العملاق الضخم والمدرع، لكن إرين ينكر لهم ذلك، فقبل ذلك يتذكر إرين قبل مجيئهم نحو القلعة نقاش حول أني وحلافائها وسبب فشل الحملة الـ57 خلف الأسوار وأن راينر وبيرتولدت هما مساعديها. فبدأ إرين بخداعهما بمحاولة تهدئهما من أجل تطبيق خطة هانجي للاستدراجهما تحت الأرض لسهولة أسرهم، لكن يطلبان من إرين الذهاب معهما إلى وطنهما. استسلم رينر للوضع الذي فيه وأراد إتمام المهمة والتحول، لكن تهاجمهما ميكاسا فيتحولان إلى العملاقين الهائل والمدرع. |                                               |                    |
| 32 | «قتال متقارب» "دا تو كيوكو" (打投極)          | 13 مايو 2017       |
| بعد التحول لراينر وبيرتولدت، فيبقى بيرتولدت على نصف التحول في السور على هيئة العملاق الجبار، والذي هاجم الفيلق الاستكشاف مما أمسك بيمير ومجند آخر وتناولهما، وبالتالي فشل هجوم الأعضاء بسبب انبعاث حرارة كثيفة مع ذخان، إرين ضد العملاق المدرع لكن لا يجدي نفعا لأن جسمه صلب ويحاول إرين الانتصار ولكن بلا فائدة، وبالتالي يتذكر إرين تقنيات آني ليونهارت في التدريب والتي علمته كثيرا فميكاسا تهزم راينر في القتال وتطلب مواجهة آني ... فيستخدم إرين التقنية ضد العملاق المدرع وينجح في كسر عدة صفائح من درعه. ولكن المدرع ينادي بغرابة مما سقط من الأعلى العملاق الهائل عليهما. |                                               |                    |
| 33 | «الصيادون» "أومونو" (迫う者)                  | 20 مايو 2017       |
| جسد العملاق الجبار يضرب الأرض طاردًا كمية كبيرة من الحرارة والبخار سامحًا للعملاق المدرع بتحرير نفسه وأخذ إرين والهرب. فتتذكر ميكاسا ماضيهما في شيغانشينا عندما ورط إرين نفسه مع الثلاثي المشاغب وتأتي ميكاسا لإنقاده وتبعها أرمين ويتشاجرون وأيضا هانيس مع رفاقه يتشاجرون مع البائع بسبب تخريب محله من طرف إرين وميكاسا والثلاثي المشاغب، فتستيقظ ميكاسا وتبحث عن إرين لكن أخبرها أرمين أنه أختطف، وحزنت ميكاسا فيأتي هانيس ويزرع الشجاعة في قلوبهما لكي لا يفقدا الأمل، تم يأتي القائد إروين مع باقي الفريق فيلق الإستطلاع، مع بعض من فيلق الحماة والشرطة العسكرية. تنبأت هانجي على الخريطة أنهم سيذهبون إلى غابة كبيرة في سور ماريا وأغلب الشك أن وجهتهم هي خارج سور ماريا. |                                               |                    |
| 34 | «ثغرة» "كايكو" (開口)                         | 27 مايو 2017       |
| يستيقظ إرين في غابة أشجار عملاقة لا يستطيع التحول، فيحاول استجواب راينر وبيرتولت ويمير التي قد تعرف أي معلومات مفيدة، ويدخل مع راينر في نقاش حادّ وانقلب راينر فيقول أنه جندي يحمي الأسوار وأنقذ الناس، لكن أخبره برتولدت بأنه ليس بجندي بل هو محارب، فيتذكر راينر عندما أنزعوا المناورات لماركو ويُلتهم من طرف عملاق، يرجع راينر هادئا فسألته يمير عن معلومات العملاق الشبيه بالقرد لكن تظاهر راينر بعدم معرفته، فأخبرت إرين إنه تمويه لهما وجاء للإختبار قوتنا، فطلب إرين يمير من هو العدو لكن أخبرها رينر أن لا مستقبل ممن في داخل الأسوار. ييمير انظمت إلى جانب رينر وبيرتولدت، سمع رينر طلقات الإشارة لفريق الإنقاذ فيتجهزان للرحيل. |                                               |                    |
| 35 | «أطفال» "كودوموداتشي" (子供達)                | 3 يونيو 2017       |
| موبلت يتجه إلى قرية رغاكو ويتساؤل لماذا الإسطبل توجد فيه الأحصنة ولا فسك للدماء مع أن القرية مدمرة يذهب إلى العملاق الذي يوجد في بيت كوني سبرينغر حيث لايمكن للعملاق من التحرك . وأحظر موبلتُّ صورة لوالديّ كُوني وسقطت من يده بعد تحرك العملاق ورفعها من الأرض مقلوبة وإتضح أن المرأة من في الصورة تُشبه العملاق. يحاول راينر وبرتولدت الهرب بعد سماع الطلقات الإشارة لفريق الإنقاذ، وربط راينر إرين في ظهره بعد أن أغماه وبرتولدت يحمل يمير، تحدث يمير عن ماضيها في قريتها (خارج الأسوار) عندما كانت صغيرة أحضرها رجل إلى منزل يوجد فيه كثير من الناس فسموها يمير وأنها أميرتهم بعد الإنحناء لها، دخل عسكريين يحملون أسلحة وأخدوهم إلى فوق حائط وربطوهم والمرأة حقونوها في العنق وتحولت، وكذلك يمير عملوا عليها حُقنة فتتحول إلى عملاق يجول الأرجاء حتى بعد مرور سنين. يستيقظ العملاق ويجد مخيم راينر، آني، برتولدت وصديقهما في صغرهما، فيمسك العملاق بصديقهم وآكلته وبعد ذلك تجد يمير نفسها عادت إلى الحياة من جديد. تُخبر يمير من جديد أنها تريد معها كريستا فتتحول إلى العملاق في الغابة وتخطف كريستا وتجري نحو راينر وبرتولدت. يتحول راينر إلى العملاق المدرع وفوقه برتولدت معه إرين ويمير كذلك ويهربان لكن تم ملاحقتهما من طرف فريق الإنقاذ. |                                               |                    |
| 36 | «هجوم» "توتسوغيكي" (突撃)                     | 10 يونيو 2017      |
| يتم مُلاحقة العملاق المدرع ومعه برتولدت حاملا إرين ويمير ممسكتا هيستوريا، ييمير تُخبر هيستوريا أن لا مستقبل على هذه الأسوار وإن لم تذهب معها إلى موطن خارج الأسوار فستقتل يمير لأنها أخدت قوة عملاق صديق راينر وبرتولدت، هجوم ميكاسا على برتولدت لكن راينر حَماه بيديه مانعا الآخرين، اعتراضت يمير طريق ميكاسا لكن هددتها بالموت وتتدخل هيستوريا وتتوقف يمير، تم هجوم المنقذين فتم قضم يد القائد إروين سميث، وتم إلتهام العمالقة للآخرين وأتاحت لميكاسا الفرصة بعد إزالة العملاق المدرع يديه على برتولدت وإرين، لكن ميكاسا تم إمساكها من طرف عملاق فتم انقاذها من طرف جان، إخبار ارمين برتولدت عن ترك رفيقتهما آني ليونيهارت وأنها تحت التعديب، مما ازداد غضب برتولدت ووقف قصد قتل أرمين لكن ظهر القائد إروين فأسقط إرين من برتولدت فأمسكت به ميكاسا والتراجع للوراء خالفا مجموع العمالقة على المدرع، قذف العملاق المدرع العمالقة اتجاهَ الفيلق مما أسقط بعضهم وبالتحديد إرين وميكاسا. ظهر عملاق أمام إرين وميكاسا مباشرة ألا وهو عملاق الذي تناول أم إرين. |                                               |                    |
| 37 | «الصرخة» "ساكيبي" (叫び)                      | 17 يونيو 2017      |
| إيرين يلتقي مع العملاق الذي نهب حياة أمه، ويرمي العملاق المدرع العمالقة نحو فيلق الاستكشاف ويدخلون في قتال، هانيس يقاتل ذاك العملاق أمام إرين حيث فكت له ميكاسا القيود على ساعديه مع أن ميكاسا لديها أضرار في جسمها لا تستطيع القتال، أراد إيرين التحول لكن لا يجدي نفعًا بسب عدم تكامل عملية الشفاء لجسمهِ، فيمسك العملاق بهانيس وقتله، ويبكي إرين ويلومُ نفسه، تشكر ميكاسا إرين على تعليمه لها سبيل الحياة، فأخبرها إرين أنهُ سيبقيان معا للأبد، ويرفع إرين يده وصدّ به العملاق مع الصّرخة، فجأة بدأت كل العمالقة الجري نحو العملاق وأكلوه وكذلك إيرين صرخ إتجاه راينر وبيرتولدت واتجهوا نحوهم، وتسمى هذه القوّة "الإِحْدَاثِي"، يميير تترك هيستوريا وكوني وتذهب لمساعدة رينر وبالتالي هربوا نحو سور ماريا، بعد أسبوع أعلن الحماة أن جدار روز سار آمناً للناس، هانجي وكوني يأتِيان بتقرير إلى غرفة إروين مع القائد بيكْسيس وليفاي بأن العمالقة الذين في سور روز هم نفسهم حسب الفرضية سكان قرية رغاكو، فاستغربوا خصوصاً ليفاي، يبتسم إروين حيث يرى أن الحقيقة تبدأ بالظهور، استعداد الفيلق والجميع، وفي الأخير ظهر شخص العملاق الوحش فوق سور ماريا مؤكدا المعركة لم تنتهي بعد.                                                                             |                                               |                    |

### الموسم الثالث (2018–19)
| الجزء 1 |                                               |                |
| 38 | «إشارة دخان» "نوروشي" (狼煙)                  | 22 يوليو 2018  |
| تم إعادة إحياء فرقة ليفاي للعمليات الخاصة ضمن فيلق الاستكشاف، المتكونة من؛ إرين، ميكاسا، ارمين، ساشا، كوني، هيستوريا وجان. تمّ طلب تسليم كل من إرين وهيستوريا إلى الحكومة المركزية، الذي ظهر أفرادها ومن ضمنهم الملك. ومن جهة تُجري هانجي بعض التجارب مع إرين، لكن تم التجسس عليهما من طرف أشخاص مجهولين، تم الإمساك بإروين سميث القائد الأعلى لفيلق الاستكشاف من طرف الشرطة العسكرية. وبعد الرجوع إلى مقاطعة تروست، تم اختطاف كل من جان وأرمين المتنكرين على حساب إرين وهيستوريا، وتتدخل فيما بعد ميكاسا وبمساعدة كوني وساشا لطرح بعض الرجال أرضًا. تم قتل كل من نيفا وشخص آخر التابعين لليفاي من طرف أشخاص ذو عتاد مناورات غريبة الشكل، وظهر شخص يسمى كيني السفاح الذي ربّى ليفاي في صغره. |                                               |                |
| 39 | «ألم» "إيتامي" (痛み)                         | 29 يوليو 2018  |
| بدأ قتال كل من ليفاي وكيني وأعوانه، وتم اجتياح العربة التي يتواجد فيها إرين وهيستوريا وتم تخديرهما وقتل سائق العربة، حيث أنّ ليفاي قتل عدد منهم واختبائه في حانة مع حديث بسيط دار بينه وبين كيني. أبلغت ميكاسا باقي الأعضاء أن مفاد رسالة القائد ليفاي هي قتل البشر من الآن فصاعدًا، لكن اتغربوا من هذا الأخير. بعد التحاقهم للقائد ليفاي بعد ترك كيني ملقاة أمام الحانة، حيث أمرهم القائد باجتياح عربة إرين وهيستوريا، ولما كانت الفتاة التي تقود العربة قتل جان فجأها ارمين بطلقة نارية في رأسها وإنقاذ جان، لكن فشلوا في استعادة إرين وهيستوريا. بعد العودة اتفق ليفاي مع ديمو، الذي قبض في الأول على جان وارمين المتنكرين، حتى أوصلهم إلى عضوين من الشرطة العسكرية الداخلية الذي عذبوا القس نيك، حيث قام ليفاي وهانجي بتعديبهما، واعترف سانيس أن الملك الحقيقي هم عائلة ريس. من جهة أخرى كيني قتل ديمو بينما ابنه كان مختبئا، وقال كيني أنه سيجد ليفاي الذي يعرف كل تحركاته لإنه رباه في صغره مع النطق باسمه الكامل "ليفاي أكّارمان". التقى والد هيستوريا وعانقها وطلب منها الإعتذار.                                                  |                                               |                |
| 40 | «قصة قديمة» "موكاشيباناشي" (昔話)             | 5 أغسطس 2018   |
| تروي هيستوريا ريس ماضيها، أنها تعيش في مزرعة ووالدتها لا تعير لها أيّ اهتمام، ومن باب الفضول قفزت هيستوريا إلى حضن والدتها، وردة فعلها هي رميها بعيدًا. بعد سقوط جدار ماريا التقت هيستوريا والدها لأول مرة بغية أخذها. لكن دار حول المنزل أشخاص غريبون بمن فيهم كيني، وقتلوا أمّ هيستوريا وطلب منهم رود ريس أن يبعدوا هيستوريا ومنح اسم جديد لها. وبالعودة إلى الحاضر توجه والد هيستوريا وإرين الأسير إلى مكان ما. التقى القائد بيكسيس مع إروين وطلب منه إروين المساعدة في إسقاط العرش وتنصيب هيستوريا كملكة للأسوار، وروى بعض ماضيه كذلك عندما كان في الصف، تحديدًا مادة التاريخ حيث سأل إروين والده سؤال وتجاهله، وأجاب عنه لاحقًا في المنزل، أن الملك تلاعب بذكريات سكان الأسوار ليسيطر عليهم. مما كان إروين يروي هذه الأقوال للجميع بمن فيهم الشرطة العسكرية الذاخلية، وانتهى الأمر بموت والده من طرف الحكومة. تم إصدار أوامر جديدة باعتقال أعضاء فيلق الاستكشاف بعدما اتهم إروين بقتل ديموس ريفيس، كما تم نشر ملصقات وأخبار بفرار بعض الأعضاء من الفيلق. ليفاي وفرقته جالسين في الغابة قم سمعوا خطوات أشخاص الشرطة العسكرية تقترب منهم. |                                               |                |
| 41 | «ثقة» "شينراي" (信頼)                         | 12 أغسطس 2018  |
| تبدأ الحلقة ببعض من عناصر الشرطة العسكرية(الجندي مارلو فرويد ينبرغ والجندية هيتش دوريس) يلاحقان فيلق الاستطلاع بسبب تلفيق جريمة قتل مدني ( ديمو ريفس ) واختلاق معركة عمالقة(ايرين ييغر ضد آني لوينهارت) في العاصمة (ستوهيس )والوحيد الفيلق وابن ديمو ريفس يعلم من القاتل وهانجي تتفق مع ابن ديمو ريفس ليكشف الحقيقة امام الناس ويعلن تبرئة الفيلق هاجم الفيلق نقاط التفتيش المنصوبه لتخلص من الفيلق الاستطلاعي بعد ذلك الشرطة العسكرية تلاحق ابن المقتول وتبين ان الشرطة العسكرية هي المذنبه في قتله بعد انحيازه إلى فيلق الاستطلاع وضهور هانجي المذهل وايقاف الشرطة العسكرية عند حدها والعامة سمعت كلام الشرطة العسكرية بعد ما قامو بالاعتراف بجريمتهم امام العامة تنتهي الحلقة بامتثال ايروين سميث امام الملك ويحدد مصير ايروين |                                               |                |
| 42 | «ردّ» (回答)                                   | 19 أغسطس 2018  |
| تبدأ الحلقة بأجتماع كل القادةالعسكرية وتحضير منصة اعدام للأيروين سميث وحذرهم ايروين ان خساره فيلق الاستطلاع يعني خساره البشرية لرُمحِها حكموا عليه بالاعدام نظرًا لانتهاك الماده السادسة من قانون البشرية تم اخذه إلى منصه الاعدام لكن قبل ان يفعل قاموا بفعل انذار كاذب باختراق سور روز والقائد بكسيس امر القوات باجلاء جميع سكان سور روز والملك رفض ان يتم اجلاهم إلى سور سينا وامر ان يتم اغلاق كافة بوابات جدار سينا بحجه الحرب الاهلية ونهاية حكمه ورفض قائد القوات الشرطة العسكرية من غلق بوابات جدار سينا وعدم اجلاء السكان لانه من سكان جدار روز ولكن قاموا بتحذيره ان عصا اوامر الملك بمعنى انه متمرد ودخول داليس زاكري ( القائد العام للقوات ) وقائدة القوات أعلنوا بأنقلاب عسكري ضد الملك وضهرت الحقيقة ان الملك الحالي مزيف ونعود الان إلى فيلق الاستطلاع الهارب من القانون بتهمه كاذبه وقد نشر في الاخبار بأن الحكم مزيف وكل التهم الموجهة إلى فيلق الاستطلاع باطله واصبحوا احرار وضهور ايرين مسلسل بسلاسل ويمكنه الحركة بمعنى اخره انه مخطوف من قبل رود ريس (أب هيستوريا)                                                    |                                               |                |
| 43 | «خطيئة» (罪)                                  | 26 أغسطس 2018  |
| 44 | «أمنية» (願い)                                | 2 سبتمبر 2018  |
| 45 | «(خارج جدران مقاطعة (أوفرود» (オルブド区外壁) | 9 سبتمبر 2018  |
| 46 | «حاكمة الجدران» (壁の王)                      | 16 سبتمبر 2018 |
| 47 | «صديقان» (友人)                               | 23 سبتمبر 2018 |
| 48 | «متفرّج» (傍観者)                              | 7 أكتوبر 2018  |
| 49 | «ليلة معركة استرداد الجدار» (奪還作戦の夜)    | 14 أكتوبر 2018 |
| الجزء 2 |                                               |                |
| 50 | «البلدة التي بدأ فيها كل شيء» (はじまりの街)  | 28 أبريل 2019  |
| 51 | «رماح الرعد» (雷槍)                           | 5 مايو 2019    |
| 52 | «نزول» (光臨)                                 | 12 مايو 2019   |
| 53 | «مباراة كاملة» (完全試合)                     | 19 مايو 2019   |
| 54 | «بطل» (勇者)                                  | 26 مايو 2019   |
| 55 | «شمس منتصف الليل» (白夜)                      | 2 يونيو 2019   |
| 56 | «القبو» (地下室)                              | 9 يونيو 2019   |
| 57 | «ذلك اليوم» (あの日)                          | 16 يونيو 2019  |
| 58 | «العملاق المهاجم» (進撃の巨人)                | 23 يونيو 2019  |
| 59 | «الجانب الآخر من الجدار» (壁の向こう側)       | 30 يونيو 2019  |

### الموسم الرابع: (2020–22)
| الجزء 1 |    |                                        |                |
| 60      | 1  | «الجانب الآخر من البحر» (海の向こう側) | 6 ديسمبر 2020  |
| 61      | 2  | «قطار الليل المظلم» (闇夜の列車)       | 13 ديسمبر 2020 |
| 62      | 3  | «بوابة الأمل» (希望の扉)               | 20 ديسمبر 2020 |
| 63      | 4  | «من يدٍ لأخرى» (手から手へ)             | 27 ديسمبر 2020 |
| 64      | 5  | «إعلان الحرب» (宣戦布告)               | 10 يناير 2021  |
| 65      | 6  | «عملاق المطرقة الحربيّة» (戦鎚の巨人)   | 17 يناير 2021  |
| 66      | 7  | «اعتداء» (強襲)                        | 24 يناير 2021  |
| 67      | 8  | «رصاصة المُغتَال» (凶弾)                 | 31 يناير 2021  |
| 68      | 9  | «متطوّعون شجعان» (義勇兵)               | 7 فبراير 2021  |
| 69      | 10 | «حجة مفحمة» (正論)                     | 14 فبراير 2021 |
| 70      | 11 | «مزيّف» (偽り者)                        | 21 فبراير 2021 |
| 71      | 12 | «دلائل» (導く者)                       | 28 فبراير 2021 |
| 72      | 13 | «أطفال الغابة» (森の子ら)              | 7 مارس 2021    |
| 73      | 14 | «همجية» (暴悪)                         | 21 مارس 2021   |
| 74      | 15 | «خلاص فردي» (唯一の救い)               | 21 مارس 2021   |
| 75      | 16 | «السّماء والأرض» (天地)                 | 28 مارس 2021   |
| الجزء 2 |    |                                        |                |
| 76      | 17 | «حكم» (断罪)                           | 9 يناير 2022   |
| 77      | 18 | «هجوم مفاجئ» (騙し討ち)                | 16 يناير 2022  |
| 78      | 19 | «أَخَوان» (兄と弟)                       | 23 يناير 2022  |
| 79      | 20 | «ذكريات المستقبل» (未来の記憶)         | 30 يناير 2022  |
| 80      | 21 | «منك، قبل ألفَيْ سنة» (二千年前の君から) | 6 فبراير 2022  |
| 81      | 22 | «ذوبان» (氷解)                         | 13 فبراير 2022 |
| 82      | 23 | «شفق الغروب» (夕焼け)                  | 20 فبراير 2022 |
| 83      | 24 | «كبرياء» (矜持)                        | 27 فبراير 2022 |
| 84      | 25 | «ليلة النهاية» (終末の夜)              | 6 مارس 2022    |
| 85      | 26 | «خائن» (裏切り者)                      | 13 مارس 2022   |
| 86      | 27 | «حنين إلى الماضي» (懐古)               | 20 مارس 2022   |
| 87      | 28 | «فجْر البشرية» (人類の夜明け)           | 3 أبريل 2022   |
| الجزء 3 |    |                                        |                |
| 88      | 29 | «هديرُ الأرض» (地鳴らし)                | 3 مارس 2023    |
| 89      | 30 | «معركةُ السماءِ والأرض» (天と地の戦い)   | 4 نوفمبر 2023  |

## حلقات أوفا
- ثلاث حلقات أوفا إضافية تمّ إصدارهما مع المجلدات الـ12، الـ13 والـ14 من المانغا على الترتيب [13]

| رقم الحلقة | عنوان الحلقة | تاريخ الإصدار |
| --- | --- | ------------- |
| 3.5 | «مفكرة إلزي -مذكرات عضوة فيلق الاستطلاع-» "Iruze no Techō -Aru Chōsa Heidan'in no Shuki-" (イルゼの手帳 ―ある調査兵団員の手記―)   | 9 ديسمبر 2013 |
| في عام 850، بينما إيرين والبقية يتدربون، انطلق فيلق الاستطلاع في مهمة، مع إصرار هانجي على قرارها بملاحقة عملاق عُثر عليه داخل الغابة أملاً في القبض عليه. وبشكل غريب، بينما هانجي نجحت في جعل العملاق يلاحقها، تراجع العملاق نحو الغابة. هانجي لحقت بالعملاق نحو وسط الغابة، حيث عثرت عليه يضرب رأسه بإحدى الأشجار. انقلب العملاق عدوانياً عندما اقتربت هانجي منه، لكن ليفاي والبقية وصولوا وقتلوه، مما أفزع هانجي. بعد استكشاف المكان، اكتشفوا جسد إلزي لانغنر مقطوعة الرأس، إحدى الجنود في قسم فيلق الاستطلاع ال34، داخل الشجرة، وعثروا على مفكرة تعود لها مرمياً على الأرض. فصلت المفكرة ما سجلته إلزي، بينما هي تهرب على قدميها بعد أن قُضي على فريقها من قبل العمالقة. في النهاية حاصرها عملاق، لكن بدل التهامها فوراً، بدأ بالحديث معها بلغة البشر، منادياً إياها بـ"يمير". حاولت إلزي التواصل مع العملاق، لكنه انقلب عدوانياً مجدداً وقضم رأسها، والغريب أنه لم يبتلع جسدها بأكمله، ووضعه داخل الشجرة عوضاً عن ذلك. بعد قراءتها لما كتبته إلزي، استغلت هانجي المفكرة لإقناع إروين للموافقة على عملية القبض على عملاق حي ودراسته، قبل إعادة ممتلكات إلزي إلى عائلتها. | |               |
| 3.25 | «الزائر المفاجئ: لعنة الشباب التعذيبية» "Totsuzen no Raihōsha -Sainamareru Seishun no Noroi-" (突然の来訪者 ―苛まれる青春の呪い―) | 9 أبريل 2014  |
| في سنة 849، عاد جان لمنزله بعد سنتين من التدريب. بعد خلاف جان مع ساشا بعد تمارين التدريب، اقترح القائد بيكسس أن يصفيا الأمور بمسابقة طبخ. مع انضمام أرمين وأني لفريق جان وتعاون كوني وراينر مع ساشا، اتجه الفريقان نحو الغابة للبحث عن خنزير عملاق معروف لاستعمال لحمه. مرت مجموعة ساشا بالخنزير أولاً واشتبكوا معه في معركة، حيث استطاعت ساشا قتله والحصول عليه لمجموعتها. لاحقاً، بعد زيارة جان من قبل والدته، صارخاً عليها عندما شعر بأنها تحرجه، خطط جان لسرقة بعض اللحم الجيد من المكتب حتى يستطيع هزيمة ساشا، لكن أرمين وأني رفضا مساعدته. بعد استسلامه من خطته، فتح جان صندوق غداء تركته له والدته يحتوي على عجة البيض، متذكراً كل الأوقات التي وقفت فيها والدته بجانبه. بعد ذلك بفترة قصيرة، بدأت مسابقة الطبخ، مع تقديم ساشا شريحة لحم خنزير ممتازة بينما قدم جان عجة بيض متواضعة. بالرغم من إعجابه بمذاق اللحم، لكن بيكسس أعلن فوز جان الذي أظهر مهارة أفضل في الطبخ. مع رضاه بانتصاره، فكر جان في زيارة والدته. | |               |
| 3.75 | «محنة» "كونان" (困難) | 8 أغسطس 2014  |
| في المعسكر، يكلف المدرب أعضاء 104 بإنجاز مهمة في الذهاب إلى نقطة في مكان في الجبال مع انقسامين للفريق الأول يقوده توماس فغنار، والثاني يقوده ماركو وفي انطلاقهما يُحاصروا الفريق الثاني من طرف قطاع الطرق، أخذوا ترس المناورات 3د خاصتهم مع كريستا لينز. فجهزوا خطة لإسعادتهم، اجتاح جين وإرين العربة المجود فيها التروس، سيطر الأعضاء على مناوراتهم، فأطلق ارمين إشارة فوق. تهديد الرجل بقتل كريستا، فجأة بميكاسا وآني على الشخصان. وأُنقذ الوضع مع حضور الشرطة العسكرية لمعاقبة قطاع الطرق. | |               |

- حلقتين أوفا مقتبستين من مانجا هجوم العمالقة: لا أسف.

| رقم الحلقة | عنوان الحلقة                                                          | تاريخ الإصدار |
| --- | --------------------------------------------------------------------- | ------------- |
| 0.5 أ | «لا أسف: الجزء الأول» "نوي ناكي سنتاكو (زنبن)" (悔いなき選択 (前編))  | 9 ديسمبر 2014 |
| في تحت الأرض في سور سينا توجد مدينة فيها عدد سكاني قليل شبه مهجور مظلم لا وجود لأشعة الشمس، يتواجد ليفاي وصديقه فارلان ويلتقيان مع إزابيل التي كانت تضايق من طرف بعض الأشخاص وأنقذها ليفاي وأصبحت منهم وتدعوه أنيكي أي أخي الأكبر ، ليفاي في ذلك الوقت ماهر في عدة المناورات وأيضا فارلان كذلك ولاحقا يعلمون إزابيل. فهم في تلك المنطقة الوحيدين الممتلكين عتاد المناوراة، ليفاي وأصديقائه طلب منهم الصعود إلى سطح أي البوابة التي تفصل بين العالم السطحي والعالم السفلي والتقيا رجل في عربة أخبرهم بمهمة مقابل المال والحصول على جنسية السطح، انطلقوا بالمناورات فوق المباني في العالم السفلي وفجأة اتى فيلق الاستكشاف فأمسكوا بليفاي وصديقيه وطلب منهم إروين سميث الصعود معهم إلى السطح مع الإنضمام لفيلق الاستكشاف. |                                                                       |               |
| 0.5 ب | «لا أسف: الجزء الثاني» "نوي ناكي سنتاكو (كوهن)" (悔いなき選択 (後編)) | 9 أبريل 2015  |
| ليفاي فارلان إزابيل ينضمان إلى فيلق الاستكشاف ومنها أرادا أن يسرقا مخطوطة في مكتب إروين، في اليوم الموالي أراد فيلق الاستكشاف القيام بحملة خارج الأسوار، بدأت العمالقة بالظهور، مما اندهش فارلان وإزابيل عن مدى رعب العمالقة، وقتل ليفاي وصديقيه عملاقين، وبعد غياب للعمالقة الفيلق قيد الحركة في تقلب الجو إلى جو ممطر، أراد ليفاي قتل إروين، بعد ترك ليفاي لصديقيه، وجد معظم الفيلق ماتوا، فعاد ليفاي إلى صديقيه؛ وجد إزابيل وفارلان انتهت حياتُهما بسبب عملاق، مما غضب ليفاي فهاجم عليه وقطع العملاق إلى أشلاء، وبعد صفاء الجو أتى إروين وميكي، فأخبر إروين ان لوبوف سيُتابع قضائيا لدى داريوس زاكلي، فتابع ليفاي الإنضمام للفيلق الاستكشاف.                                                                          |                                                                       |               |

- ثلاث حلقات مُقتبسة من المانغا الجانبية هجوم العمالقة: الفتاتان الضائعتان.

| رقم | عنوان الحلقة      | تاريخ العرض الأصلي |
| --- | ----------------- | ------------------ |
| 16.5 أ | «سور سينا، وداعًا» | 9 ديسمبر 2017      |
| فَرضت الشرطة العسكرية على آني ليونيهارت مهمة إيجاد فتاة مفقودة تدعى كارلي ستراتمان. آني تتذكر مقتل ماركو بوتو فهو صديقها في جيش التدريب، ثم تفكر عن مهمة إمساك إرين ييغر وذلك بالتوغل في حملة ال57 خارجا. آني تواصل عزمها بمهمتها لإيجاد كارلي ستراتمان، حيث تبدأ من منزل والد الفتاة المفقودة للحصول على بعض الأدلة، ثم تنتقل إلى مقهى؛ فستجد سكارى يتعطاون للمخدرات، فطلبت آني مساعدة ونتيجة ذلك قللوا من شأنها، فهاجمتهم بأساليب القتال الذي علّمه إياها والدها، فأخبروها عن طرف خيط وجود كارلي، وتتجه نحو منزل، وقاتلت بعض الأشخاص مجددا، وحين دخولها للمنزل وجدت جثة ميتة تحت السرير وشخص ما يراقبها، فتحاول أني الهروب. |                   |                    |
| 16.5 ب | «سور سينا، وداعًا» | 9 أبريل 2018       |
| آني تتسائل حول وضعية جثة كامبر، الذي هو صديق كارلي، وتتذكر تدربيبها مع والدها حين كانت صغيرة، حيث تتدرب على ركالاتها كما قامت بذلك على الدها وتسببت في أن أصبح أعرج. بعد خروج آني من منزل كامبر تم خطفها من قبل رجلين؛ وولد ولو، وأخذوها معهما في عربة، أخذ لو خاتم آني وبعد مناقشة دارت بين آني وولد تسائل حول إعتراض مهمتهما، تتحول آني إلى عملاق جزئيًا بسبب خدش من طرف لو في يدها بشفرة من الخاتم، بعدها تحطمت العربة وتم قذف الجميع بسبب تأثير التحول، وولد يحاول مقاومة آني لكن هزمتهُ بحركاتها. تلقت آني طلقة نارية التي خرقت صدرها من طرف لو كما أطلق أيضا على وولد. بعد هرب لو تقف آني وأخبرها وولد مكان كارلي قبل موته. اخترقت آني مكان يوجد فيه رجال مع لو، حيث هزمتهم جميعا فبعدها ظهرت كارلي وجلست مع آني يتبادلان أطراف الحديث، أعطت آني جواز سفر لخروج كارلي من سور سينا إلى روز. تعود آني إلى ستراتمان وأعطت تفاصيل أنه من قتل كامبر بعد طلب منه فدية، لكن آني أبت اعتقاله وساعدته في التخلص من جثة كامبر. آني تفكر من أجل مهمة إمساك إرين ييغر، وفعلا نجحت في إجتياح البعثة. |                   |                    |
| 16.5 ت | «إرين»            | 9 أغسطس 2018       |

## حلقات إضافية
مسرح الشخصيات الوحوش - طِر! فيلق التدريب (ちみキャラ劇場 とんでけ！訓練兵団 Chimi Kyara Gekijō Tondeke! Kunren Heidan) هي سلسلة من الحلقات القصيرة الفكاهية برسوم الفلاش مضمنة مع إصدارات قرص البلو-راي/دي في دي، مظهرة الشخصيات بأشكال تشيبي، مقتبسة من تصاميم ليوبون.
| م. | عنوان الحلقة                                                                                                  | تاريخ الإصدار  |
| --- | --- | -------------- |
| 1 | «اليوم 01/اليوم 02» "Ichinichime / Futsukame" (01日目 / 02日目)                                               | 17 يوليو 2013  |
| إيرين يواجه مشاكل في الوصول للمدرسة في الوقت، قبل أن يجد هو وأرمين نفسيهما في مكتب الممرضة.                                                  | |                |
| 2 | «اليوم 03/اليوم 04» "Mikkame / Yokkame" (03日目 / 04日目)                                                     | 21 أغسطس 2013  |
| إيرين يحاول أن يظهر بشكل مذهل أمام معلمه، بينما جان يغار من قرب إيرين من ميكاسا.                                                             | |                |
| 3 | «اليوم 05/اليوم 06/اليوم 07» "Itsukame / Muikame / Nanokame" (05日目 / 06日目 / 07日目)                       | 18 سبتمبر 2013 |
| ساشا متهمة بجريمة لم ترتكبها، بينما يجد أرمين كتاباً مشكوكاً فيه. لاحقاً، إيرين وميكاسا يحاولان دراسة نقطة ضعف العمالقة.                        | |                |
| 4 | «اليوم 08/اليوم 09/اليوم 10» "Yōkame / Kokonokame / Tōkame" (8日目 / 9日目 / 10日目)                          | 16 أكتوبر 2013 |
| اندفع إيرين بالخطأ داخل الصف بينما الفتيات يخلعن ثيابهن، ميكاسا تنافس يمير من أجل حلوى إيرين، كريستا ويمير تتناقشان في مع من يقضيان يومهما.  | |                |
| 5 | «اليوم 11/اليوم 12/اليوم 13» "Jūichinichime / Jūninichime / Jūsannichime" (11日目 / 12日目 / 13日目)          | 20 نوفمبر 2013 |
| يحاول إيرين تقوية جسمه بمتابعة جميع تحركات راينر، بيرتولت يحاول تحسين ثقته، ميكاسا وأني تتنافسان أيهما تستطيع إلحاق أذى أكبر بإيرين.         | |                |
| 6 | «اليوم 14/اليوم 15/اليوم 16» "Jūyokkame / Jūgonichime / Jūrokunichime" (14日目 / 15日目 / 16日目)             | 18 يناير 2014  |
| كوني وساشا يحاولان الإيقاع بشاديس في مقلب، إيرين يقرر حلق شعره، أرمين يعلم إيرين، ساشا وكوني عندما فشلا في الاختبار.                         | |                |
| 7 | «اليوم 17 / اليوم 18 / اليوم 19» "Jūshichinichime / Jūhachinichime / Jūkunichime" (17日目 / 18日目 / 19日目)  | 15 يناير 2014  |
| إيرين يكافح لموازنة نفسه على ترس المناورات الثلاثية الأبعاد، جان يضيع أثناء التدريب، ماركو يتسلل إلى مهجع الفتيات لإعادة حقيبة وردية مفقودة. | |                |
| 8 | «اليوم 20 / اليوم 21 / اليوم 22» "Nijūnichime / Nijūichinichime / Nijūninichime" (20日目 / 21日目 / 22日目)   | 19 فبراير 2014 |
| فرانز وهانّا يحاولان مساعدة إيرين في التصالح مع ميكاسا بعد جدال، ميكاسا تحاول العمل على مشاعرها مع إيرين، وهانجي تحاول التواصل مع عملاق.      | |                |
| 9 | «اليوم 23 / اليوم 24 / اليوم 25» "Nijūsannichime / Nijūyonnichime / Nijūgonichime" (23日目 / 24日目 / 19日目) | 19 مارس 2014   |
| إرفين يحاول تغيير مظهره لجذب التلاميذ، ليفاي يحلل نفسه من وجهة نظر شخص آخر، وأحداث مراسيم تخرج فيلق التدريب ال104.                           | |                |

## وصلات خارجية
- الموقع الرسمي (باليابانية)